# Текали-де-Эррера
Текали-де-Эррера (исп. Tecali de Herrera) — муниципалитет в Мексике, входит в штат Пуэбла и заниммает площадь 176,04 км². Располагается в центре штата, в 36 км от столицы Пуэблы. В 2020 году население Текали-де-Эрреры составляло 23 625 жителей, из которых 48,7 % населения — мужчины и 51,3 % — женщины. По сравнению с 2010 годом население Текали-де-Эррера выросло на 16,6 %.
Граничит на севере с муниципалитетом Тепеака, на северо-западе и западе — с Куаутинчаном на юге — Тцикатлакояном, на востоке — с Мистлой и Тланепантлой.

## История
Основан в XII веке коренными ацтекскими народами науатль и чичимеками. Первая часть названия муниципалитета «Tecali» (транслит. «Текали») происходит из одноимённого языка народа науатль, происходящее от слов «tétl» и «calli», обозначающие «камень» и «дом» и переводится как «Каменный дом».
В 1861 году временный губернатор Пуэблы Франсиско Ибарра объявил Текали главным городом муниципалитета и последний был официально назван в честь генерала Амбросио Эрреры, участника в битве против консервативных сил.

## География и климат

### Орография
Большая часть территории характеризуется преимущественно известняковой почвой и месторождениями мрамора.
Рельеф Текали-де-Эрерра представляет собой плавные и равномерные склоны на севере, постепенно переходящие в крутые склоны, прерывающиеся небольшими холмами, таких как Тотолкетцалек, Кальварио и Тлакоасинго и переходящие в южные предгорья Сьерра-де-Амосок. На востоке выделяется холм Течиноль с широкой и длинной вершиной, на которой расположено поселение Сан-Буэнавентура-Тетламака. На юге пересекает Вальсекильо, что служит водным каналом для реки Атояк к северу от гор Сьерра-дель-Тенцо. Южнее рельеф резко становится пологимт и достигает минимума на берегу Атояка; от реки виднеются возвышенные формы рельефа, которые образуют горы Сьерра-де-Тенцо уже за пределами муниципалитета.

### Гидрография
Муниципалитет относится к бассейну Атояк-Сауапан. На северо-западе и юге Текали-де-Эрерра пересекает река Атояк. На востоке его территорию пересекает Северный Главный канал. Является одним из важнейших оросительных каналов в Тепеака. Атояк и Главный канал, протекающие через муниципалитет принимают многочисленные временные водотоки, выделяя Тлаксималоян и Траскила.

### Климат
Муниципалитет расположен в зоне умеренного климата долины Тепеака и Пуэблы; Выделен умеренный субгумидный климат с летними дождями, который встречается по всему центру и западу, а также в горах Сьерра-дель-Тенцо.
Большая часть территории Текали-де-Эррера покрыта участками сельского хозяйства, где выращивают кукурузу, фасоль, пшеницу и кормовые бобы. Западная часть муниципалитета представлена дубравами, на юге — ксерофитными пустынными кустарниками, а также небольшими участками с невысоким лиственным лесом.
В муниципалитете выделено 4 группы почв:
- камбисоль: преобладающая почва, занимает не менее 75 % территории.
- чернозём: расположен на небольшом участке на крайнем юго-востоке.
- дерново-карбрнатные почвы: расположена длинной полосой, охватывающей юго-запад.
- феозём: Он расположен на небольшой территории на крайнем северо-востоке[4].

## Демография

#### Социальные проблемы
Основными социальными проблемами в Текали де Эррера в 2020 году были отсутствие доступа к социальному обеспечению, к услугам здравоохранения и продуктам питания. 4,68 % населения в Текали-де-Эррера не имели доступа к канализационным системам (1,11 тыс. человек), 3,58 % не имели водопровода (846 человек), 4,33 % не имели ванной комнаты (1,02 тыс. человек) и 0,65 % не имели электричества (154 человека).
На 2020 год 61,2 % населения находились в ситуации умеренной бедности и 13 % — в ситуации крайней бедности. Уязвимое население из-за социальной депривации достигло 19,2 %, а уязвимое население из-за дохода — 3,25 %.

#### Образование
В 2020 году основными уровнями образования населения Текали-де-Эррера были:
- начальное (5,55 тыс. человек или 34,5 % от общего числа);
- среднее (5,34 тыс. человек или 33,3 % от общего числа);
- высшая школа или общий бакалавриат (3,14 тыс. человек или 19,5 % от общего числа)[9].

Уровень неграмотности в Текали-де-Эррере в этом же году составил 3,37 %, из которого 32,4 % неграмотного населения приходилось на мужчин и 67,6 % на женщин.

#### Главенство
По данным переписи населения 2020 года, зарегистрировано 6,01 тыс. домовладений. Из них 25,1 % составляют жилища, в которых базовым лицом является женщина, и 74,9 % соответствуют жилищам, где базовым лицом является мужчина. Касаемо возрастных диапазонов рассматриваемых лиц, то в 12,2 % жилых помещений проживали главы домохозяйств в возрасте от 35 до 39 лет.

#### Жалобы
На январь 2022 года наиболее частыми жалобами, на которые пришлось 76,5 % от общего числа жалоб за месяц, были:
- домашнее насилие (8),
- кражи (3)
- другие преступлениях, подрывающие сексуальную свободу и безопасность (2).

При сравнении количества жалоб в январе 2021 г. и январе 2022 г. наибольший прирост составили домашнее насилие, лишение собственности и злоупотребление доверием.

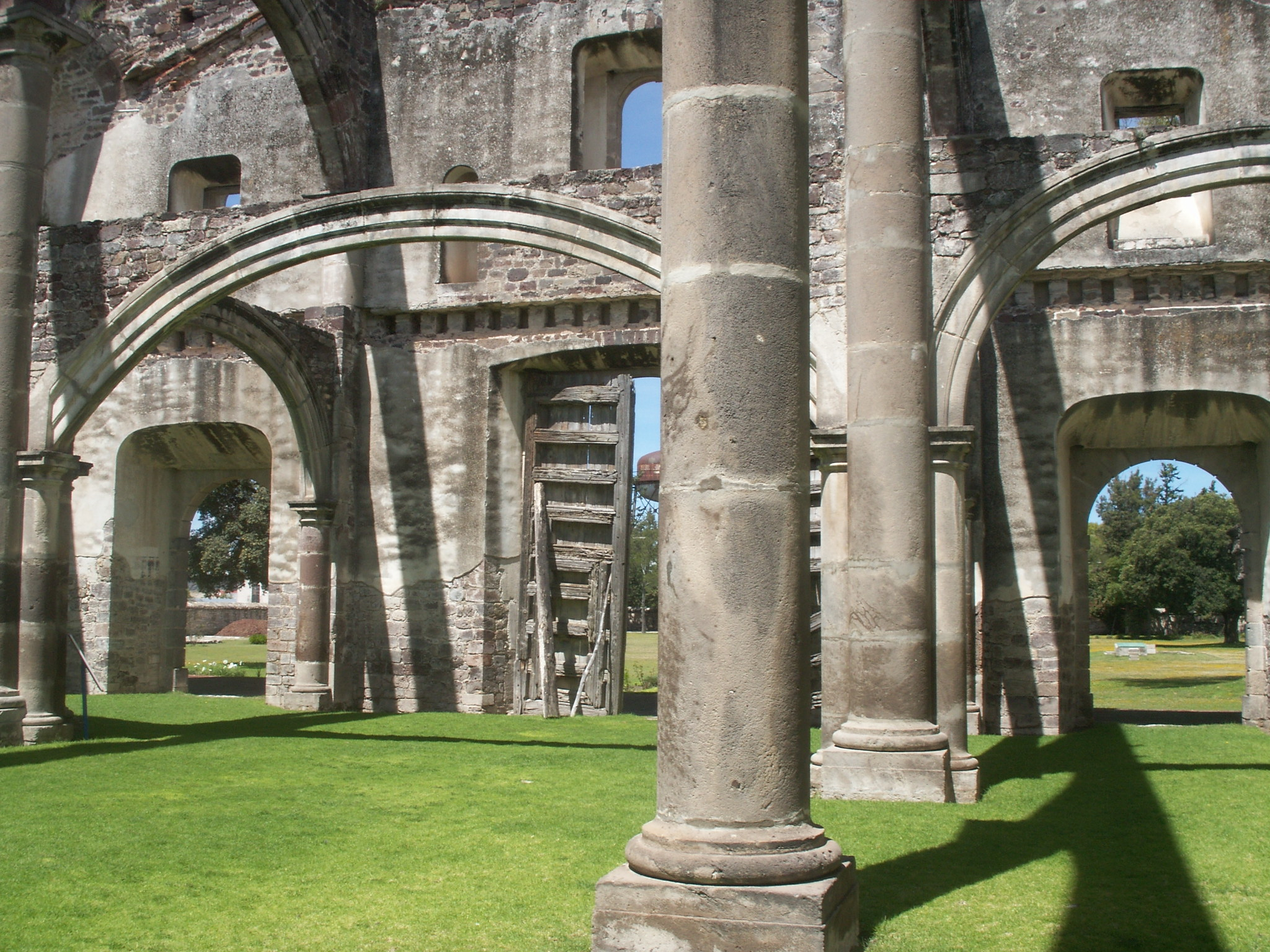
Текали-де-Эррера